# 宋玨
宋 玨（そう かく、1576年 - 1632年）は、明代の篆刻家・詩人・書家・画家である。中国篆刻の一派莆田派の祖とされる。字は比玉、号は茘枝仙。興化府莆田県の人。

## 略伝
代々官吏の家に生まれる。30歳の頃から遊歴し、金陵（現在の南京）にて文人墨客と交友したが、その中でも詩人の程嘉燧（孟陽）は師友となり深く交流した。二人は旅を伴にし、詩や手紙を送りあった。しかし、宋玨は原稿を残さなかったのでこの詩は散逸してしまっている。書は夏承碑を範とし、隷書に優れた。画は米芾父子、元末四大家に師法し、山水画や花卉画を得意とした。特に篆刻で盛名が高くなり、これに倣う者が跡を断たず莆田派の開祖と見なされる。篆刻に隷書・八分を用いていたため正しく篆法に則っていないと周亮工などの保守的な篆刻家から批判された。魏植（伯昇）・黄昇（象侯）・林熊（公兆）・林晋（晋白）などが後継となったが、古文などを用いてますます正統から逸脱し重苦しい作風となっていったため、やがて莆田派は消滅した。